# Mammillaria magnifica
Mammillaria magnifica là một loài thực vật có hoa trong họ Cactaceae. Loài này được F.G. Buchenau mô tả khoa học đầu tiên năm 1967.